# Бограч

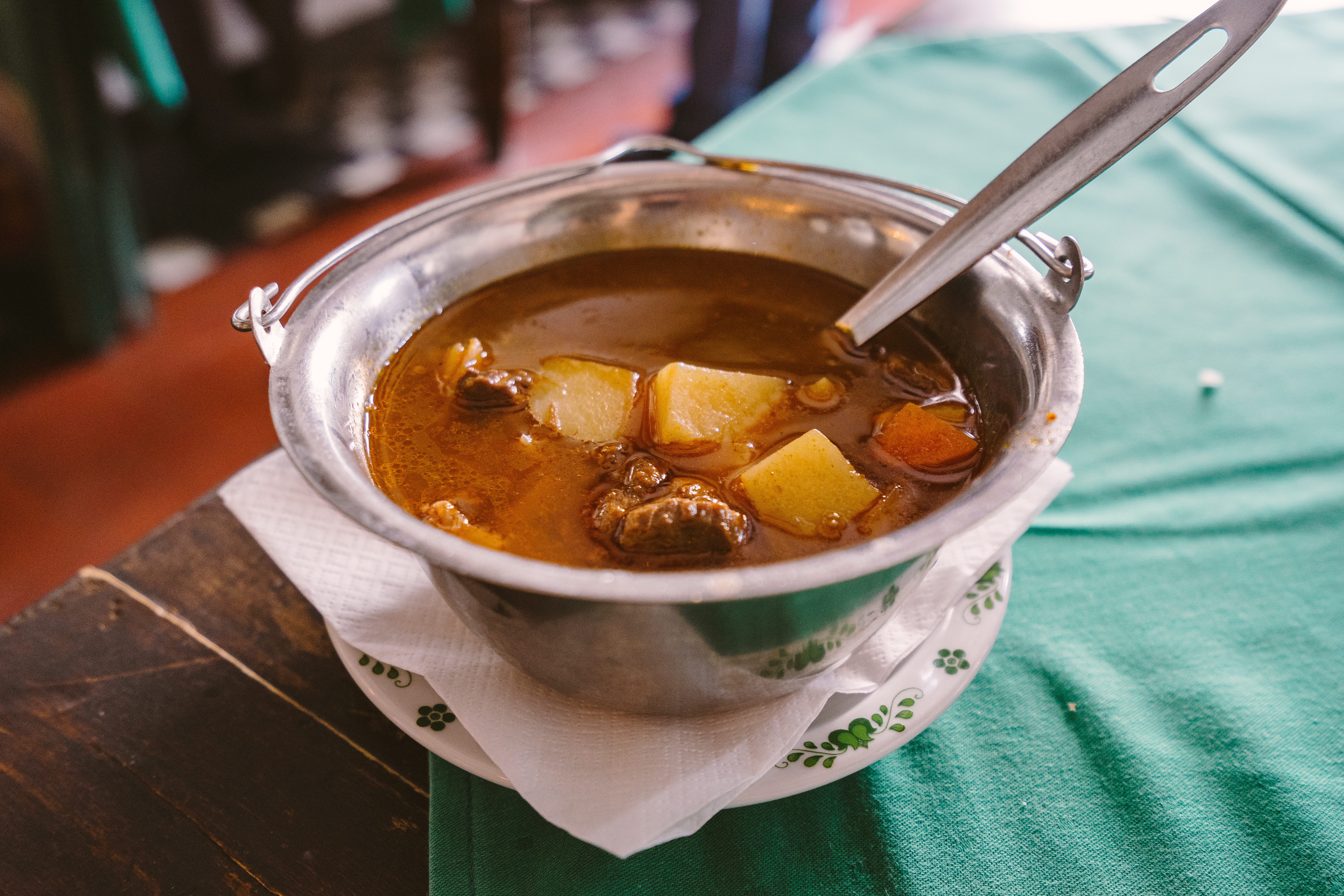
Бограчгуляш

Богра́ч (бограчгуляш, венг. bográcsgulyás — «гуляш в котелке») — густой мясной суп с овощами и паприкой, один из символов венгерской кухни. Бограч представляет собой гуляш, приготовленный по традиции на природе, в котелке на открытом огне, тем не менее, в современной Венгрии он присутствует в меню многих предприятий общественного питания, где его сервируют в глубоких тарелках или глиняных горшочках. Суп бограч известен также в кухне Закарпатья.
По мнению мэтра венгерской кухни Кароя Гунделя, процесс варки гуляша и бограча един и начинается с тушения кусочков мяса с обжаренным на сале и приправленным паприкой репчатом луке. По мере необходимости в котелок добавляют воду, а по мере готовности — нарезанные кубиками картофель, зелёный перец, томаты и в конце засыпают чипетке. Окончательное количество и консистенция бограча регулируется его разведением костным бульоном или водой. Гуляш и бограчгуляш существуют в многочисленных региональных вариантах, отличающихся пропорциями основных ингредиентов или наличием дополнительных продуктов: фасоли, свежей или квашеной капусты, вермишели или риса.